# Shuangliao
Shuangliao (双辽 ; pinyin : Shuāngliáo) est une ville de la province du Jilin en Chine. C'est une ville-district placée sous la juridiction administrative de la ville-préfecture de Siping.

## Démographie
La population du district était de 397 792 habitants en 1999.

## Économie
Elle possède une centrale thermique (à charbon) et une verrerie produisant du verre plat.